# 走水
走水（はしりみず）は、神奈川県横須賀市の町名。現行行政地名は走水一丁目及び走水二丁目。住居表示実施済区域。郵便番号239-0811（集配局 : 久里浜郵便局）。

## 地理
横須賀市東部の大津地区に属し、東と南東に鴨居、南に小原台、南西に二葉、馬堀町、北西に馬堀海岸と接している。

### 地価
住宅地の地価は、2023年（令和5年）1月1日の公示地価によれば、走水2-9-4の地点で6万6000円/m2となっている。

## 歴史
走水という地名は、景行天皇の皇子・日本武尊が東征の折、ここから上総国に渡ろうと考えて「斯く計の海立跳りにても渡りつべし」と述べたことに由来するとされる。

## 世帯数と人口
2023年（令和5年）4月1日現在（横須賀市発表）の世帯数と人口は以下の通りである。
| 丁目       | 世帯数  | 人口    |
| ---------- | ------- | ------- |
| 走水一丁目 | 268世帯 | 1,595人 |
| 走水二丁目 | 523世帯 | 938人   |
| 計         | 791世帯 | 2,533人 |

### 人口の変遷
国勢調査による人口の推移。
| 年                 | 人口  |
| ------------------ | ----- |
| 1995年（平成7年）  | 4,579 |
| 2000年（平成12年） | 4,181 |
| 2005年（平成17年） | 4,080 |
| 2010年（平成22年） | 4,023 |
| 2015年（平成27年） | 3,724 |
| 2020年（令和2年）  | 3,310 |

### 世帯数の変遷
国勢調査による世帯数の推移。
| 年                 | 世帯数 |
| ------------------ | ------ |
| 1995年（平成7年）  | 931    |
| 2000年（平成12年） | 844    |
| 2005年（平成17年） | 805    |
| 2010年（平成22年） | 844    |
| 2015年（平成27年） | 707    |
| 2020年（令和2年）  | 609    |

## 学区
市立小・中学校に通う場合、学区は以下の通りとなる（2022年3月時点）。
- 丁目、番・番地等 : 一丁目〜二丁目、各全域
  - 小学校 : 横須賀市立走水小学校
  - 中学校 : 横須賀市立馬堀中学校

## 産業

### 事業所
2021年（令和3年）現在の経済センサス調査による事業所数と従業員数は以下の通りである。
| 丁目       | 事業所数 | 従業員数 |
| ---------- | -------- | -------- |
| 走水一丁目 | 30事業所 | 3,135人  |
| 走水二丁目 | 30事業所 | 254人    |
| 計         | 60事業所 | 3,389人  |

### 事業者数の変遷
経済センサスによる事業所数の推移。
| 年                 | 事業者数 |
| ------------------ | -------- |
| 2016年（平成28年） | 67       |
| 2021年（令和3年）  | 60       |

### 従業員数の変遷
経済センサスによる従業員数の推移。
| 年                 | 従業員数 |
| ------------------ | -------- |
| 2016年（平成28年） | 672      |
| 2021年（令和3年）  | 3,389    |

## 交通
- 神奈川県道209号観音崎環状線

## 施設
- 防衛大学校
- 横須賀市立走水小学校
- 走水神社
- 走水公園